# Wesley Cox
Wesley J. Cox (Louisville, 27 gennaio 1955 – Louisville, 17 novembre 2024) è stato un cestista statunitense, professionista nella NBA.

## Carriera
Dopo un'ottima carriera collegiale con la University of Louisville è stato scelto dai Golden State Warriors con la diciottesima scelta nel Draft NBA 1977; rimane nella NBA per due anni, nei quali gioca 74 partite con una media di 4,6 punti e 2,8 rimbalzi nell'arco di tutto il biennio.